# Балахоновский сельсовет
Балахо́новский сельсове́т — упразднённое сельское поселение в составе Кочубеевского района Ставропольского края Российской Федерации.
Административный центр — село Балахоновское.

## География
Находится в северной части Кочубеевского района.

## История
С 16 марта 2020 года, в соответствии с Законом Ставропольского края от 31 января 2020 г. № 7-кз, все муниципальные образования Кочубеевского муниципального района были преобразованы путём их объединения в единое муниципальное образование Кочубеевский муниципальный округ.

## Население
| 1989  | 2002  | 2010  | 2011  | 2012  | 2013  | 2014  |
| ----- | ----- | ----- | ----- | ----- | ----- | ----- |
| 4828  | ↗5461 | ↗5556 | ↘5552 | ↘5494 | ↘5473 | ↘5345 |
| 2015  | 2016  | 2017  | 2018  | 2019  | 2020  |       |
| ↘5275 | ↘5250 | ↘5215 | ↘5143 | ↘5125 | ↘5004 |       |

### Национальный состав
По итогам переписи населения 2010 года проживали следующие национальности (национальности менее 1 %, см. в сноске к строке «Другие»):
| Национальность | Численность | Процент |
| -------------- | ----------- | ------- |
| Русские        | 4033        | 72,59   |
| Ногайцы        | 542         | 9,76    |
| Татары         | 197         | 3,55    |
| Черкесы        | 126         | 2,27    |
| Армяне         | 121         | 2,18    |
| Цыгане         | 95          | 1,71    |
| Лезгины        | 76          | 1,37    |
| Азербайджанцы  | 68          | 1,22    |
| Другие         | 298         | 5,36    |
| Итого          | 5556        | 100,00  |

## Состав сельского поселения
| № | Населённый пункт | Тип населённого пункта       | Население |
| - | ---------------- | ---------------------------- | --------- |
| 1 | Балахоновское    | село, административный центр | ↘4326     |
| 2 | Галицино         | село                         | ↘300      |
| 3 | Карамурзинский   | аул                          | ↘600      |
| 4 | Ураковский       | хутор                        | ↘94       |

## Местное самоуправление
- Совет депутатов сельского поселения Балахоновский сельсовет, состоит из 7 депутатов, избираемых на муниципальных выборах по одномандатным избирательным округам сроком на 5 лет
- Администрация сельского поселения Балахоновский сельсовет

Председатели совета депутатов
Главы администрации
- с 10 октября 2010 года — Фоменко Александр Алексеевич, глава сельского поселения
- Галушкина Татьяна Викторовна[20]

## Инфраструктура
- Парк
- Культурно-досуговое объединение
- Психоневрологический интернат

## Образование
- Детский сад № 23 «Алёнушка»
- Детский сад № 24 «Солнышко»
- Средняя общеобразовательная школа № 5. Ученица школы Татьяна Самойленко — победительница Всероссийского интернет-конкурса «Неповторимая малая Родина» (2012 год)[21]
- Средняя общеобразовательная школа № 17
- Детско-юношеская спортивная школа № 2
- Детский дом (смешанный) № 20 «Надежда»

## Производство
- Мясокомбинат «Балахоновский»
- Пекарня ИП Поликарпова
- Фермерское хозяйство «Кубань»
- Карьерная разработка песка и гравия, большая часть которого ушла на строительство новых транспортных развязок с трассы М-29 «Кавказ»

## Люди, связанные с сельсоветом
- Гайнулин, Иван Ефимович (1924, село Балахоновское — 1977) — Герой Советского Союза
- Лаптев, Константин Яковлевич (1921, Галицино — 2001) — Герой Советского Союза

## Памятники
- Братская могила советских воинов, погибших в борьбе с фашистами. 1943, 1977 года[22]
- Бюст героя гражданской войны Я. Ф. Балахонова. 1961 год[23]